# ZDHHC16
ZDHHC16 (англ. Zinc finger DHHC-type containing 16) – білок, який кодується однойменним геном, розташованим у людей на хромосомі 10. Довжина поліпептидного ланцюга білка становить 377 амінокислот, а молекулярна маса — 43 633.
| 10         |  | 20         |  | 30         |  | 40         |  | 50         |
| ---------- |  | ---------- |  | ---------- |  | ---------- |  | ---------- |
| MRGQRSLLLG |  | PARLCLRLLL |  | LLGYRRRCPP |  | LLRGLVQRWR |  | YGKVCLRSLL |
| YNSFGGSDTA |  | VDAAFEPVYW |  | LVDNVIRWFG |  | VVFVVLVIVL |  | TGSIVAIAYL |
| CVLPLILRTY |  | SVPRLCWHFF |  | YSHWNLILIV |  | FHYYQAITTP |  | PGYPPQGRND |
| IATVSICKKC |  | IYPKPARTHH |  | CSICNRCVLK |  | MDHHCPWLNN |  | CVGHYNHRYF |
| FSFCFFMTLG |  | CVYCSYGSWD |  | LFREAYAAIE |  | KMKQLDKNKL |  | QAVANQTYHQ |
| TPPPTFSFRE |  | RMTHKSLVYL |  | WFLCSSVALA |  | LGALTVWHAV |  | LISRGETSIE |
| RHINKKERRR |  | LQAKGRVFRN |  | PYNYGCLDNW |  | KVFLGVDTGR |  | HWLTRVLLPS |
| SHLPHGNGMS |  | WEPPPWVTAH |  | SASVMAV    |  |            |  |            |

A: Аланін

C: Цистеїн

D: Аспарагінова кислота

E: Глутамінова кислота

F: Фенілаланін

G: Гліцин

H: Гістидин

I: Ізолейцин

K: Лізин

L: Лейцин

M: Метіонін

N: Аспарагін

P: Пролін

Q: Глутамін

R: Аргінін

S: Серин

T: Треонін

V: Валін

W: Триптофан

Кодований геном білок за функціями належить до трансфераз, ацилтрансфераз, ліпопротеїнів. 
Задіяний у таких біологічних процесах, як апоптоз, альтернативний сплайсинг. 
Локалізований у цитоплазмі, мембрані, ендоплазматичному ретикулумі.